# 이데니우송 안드라지 두스 산투스
보통 이데니우송이라고 알려진 이데니우송 안드라지 두스 산투스(포르투갈어: Edenílson Andrade dos Santos, 1989년 12월 18일 ~ )는 현재 캄페오나투 브라질레이루 세리이 A 인테르나시오나우에서 중앙 미드필더와 오른쪽 풀백으로 뛰는 브라질의 축구선수이다.

## 수상 경력
코린치앙스
- 캄페오나투 브라질레이루 세리이 A: 2011
- 코파 리베르타도레스: 2012
- FIFA 클럽 월드컵:2000 2012
- 캄페오나투 파울리스타: 2013
- 레코파 수다메리카나: 2013